# Alfred von Ziegler
Alfred von Ziegler (německy Friedrich Alfred Ritter von Ziegler) (28. srpna 1854 Sibiu – 21. února 1921 Vídeň) byl rakousko-uherský generál. V armádě sloužil od roku 1874, vystřídal několik posádek a uplatnil se také jako štábní důstojník. V roce 1910 dosáhl hodnosti generála pěchoty, poté byl velitelem 6. armádního sboru v Košicích (1910–1912) a nakonec velitelem 2. armádního sboru ve Vídni (1912–1914).

## Životopis
Pocházel z rodiny připomínané od 17. století v Sedmihradsku, byl vnukem Johanna Daniela Zieglera (1777–1854), starosty v Sibiu, povýšeného v roce 1850 do šlechtického stavu. Alfred se narodil jako starší syn finančního úředníka Friedricha Wilhelma Zieglera. Studoval na Tereziánské vojenské akademii ve Vídeňském Novém Městě a jako poručík nastoupil v roce 1874 službu u pěšího pluku č. 49. Postupoval v hodnostech (nadporučík 1879, kapitán 1881, major 1892), mezitím sloužil mimo jiné u generálního štábu ve Vídni a od roku 1894 byl šéfem štábu 6. armádního sboru v Košicích. V hodnosti plukovníka byl v roce 1895 povolán znovu do Vídně ke generálnímu štábu.
V roce 1900 dosáhl hodnosti generálmajora a následně se stal velitelem 68. pěší brigády v Hranicích, od roku 1903 velel 55. pěší brigádě v Terstu. V roce 1905 byl povýšen na polního podmaršála a stal se velitelem pěchotní divize v Budapešti. V roce 1910 byl jmenován generálem pěchoty a obdržel titul c. k. tajného rady s nárokem na oslovení Excelence. V letech 1910–1912 byl velitelem 6. armádního sboru v Košicích a nakonec v letech 1912–1914 velitelem 2. armádního sboru ve Vídni. K datu 1. května 1914 byl penzionován. Na začátku první světové války byl znovu povolán do aktivní služby, kvůli onemocnění ale ještě v roce 1914 odešel znovu do soukromí. Žil ve Vídni, kde po roce 1915 převzal péči o početnou rodinu svého předčasně zemřelého bratra Emila. Ze seznamu důstojníků byl formálně vyřazen k datu 1. ledna 1919.
Během vojenské služby obdržel řadu ocenění, byl rytířem Leopoldova řádu, nositelem Řádu železné koruny III. třídy, držitelem Vojenského záslužného kříže, Vojenské záslužné medaile a Vojenského jubilejního kříže. Od zahraničních panovníků získal velkokříž Řádu rumunské koruny a pruský Řád koruny III. třídy. Od roku 1912 byl čestným majitelem pěšího pluku č. 60.
Jeho mladší bratr Emil von Ziegler (1861–1915) byl také generálem rakousko-uherské armády, za první světové války bojoval na východní frontě a zemřel na choleru jako velitel 18. armádního sboru.